# نادر ناظری
نادرناظری کشتی‌گیر کشتی آزاد و مربی ایرانی است.وی در حال حاضر مربی تیم ملی کشتی عراق میباشد.وی سابقه مربیگری تمام رده های سنی و لیگ کشتی را داراست و از مربیان سازنده مازندران ، قائم شهر و سیمرغ (کیاکلا) میباشد.